# 拜登弗莱特
拜登弗莱特是德国石勒苏益格－荷尔斯泰因州的一个市镇。总面积13.57平方公里，总人口875人，其中男性455人，女性420人（2011年12月31日），人口密度64人/平方公里。